# Ruta 737 (Costa Rica)
La Ruta 737, oficialmente Ruta Nacional Terciaria 737, es una ruta nacional de Costa Rica ubicada en la provincia de Alajuela.

## Descripción
En la provincia de Alajuela, la ruta atraviesa el cantón de Upala (el distrito de Aguas Claras).